# Anoplius aethiops
Anoplius aethiops är en stekelart som först beskrevs av Cresson.  Anoplius aethiops ingår i släktet Anoplius och familjen vägsteklar. Inga underarter finns listade i Catalogue of Life.